# Mohapi Ntobo
Mohapi Ntobo (* 7. Mai 1984) ist ein lesothischer Fußballspieler. Seit 2004 spielt er für den achtmaligen Landesmeister Matlama FC aus Maseru in der Lesotho Premier League. Sein Debüt im Nationaltrikot feierte Ntobo im Jahr 2003, seitdem bestritt er zehn Länderspiele für die lesothische Fußballnationalmannschaft. Mit der Auswahl seines Heimatlandes nahm er 2005 am COSAFA Cup, der südafrikanischen Fußballmeisterschaft, teil sowie an der Afrika-Qualifikation zur WM 2006 und WM 2010.
Er ist der Bruder von Moitheri Ntobo, der selbst lesothischer Fußballnationalspieler ist und in der Saison 2007/08 im Kader des US Monastir stand.